# Myōhō–ji
Le Ryōgonzan Renge-in Myōhō-ji (楞厳山蓮華院妙法寺) est un temple bouddhiste de la secte Nichiren situé à Kamakura (Kanagawa), au Japon. Il fait partie de l'une des trois fondations construites à proximité du site de Matsubagayatsu, ou vallée d'aiguilles de pins (松葉ヶ谷) où Nichiren, fondateur de la secte bouddhiste qui porte son nom, est censé avoir eu sa cabane.

## Nichiren, Matsubagayatsu et Myōhō–ji
Kamakura est connu pour avoir été le berceau du Bouddhisme Nichiren durant le XIIIe siècle. Le fondateur, Nichiren, n'est pas né ici : il est originaire de la Province d'Awa, localisée dans l'actuelle préfecture de Chiba, et il est venu à Kamakura car cette ville avait une influence politique et culturelle. Il bâtit une cabane de ses propres mains dans la ville de Matsubagayatsu, ville dans lequel les trois temples (Ankokuron-ji, Myōhō–ji et Chōshō-ji), rivalisent depuis des siècles pour avoir l'honneur de pouvoir se revendiquer seul héritier du maître. Chacun prétend se trouver à l'endroit même où était sa cabane, mais aucun ne peut prouver ses allégations. Le Shinpen Kamakurashi, un guide de Kamakura commandé par Tokugawa Mitsukuni en 1685, mentionne déjà une relation tendue entre Myōhō–ji et Chōshō-ji. Quoi qu'il en soit, lorsque les deux temples sont finalement allés en justice, le tribunal du shogunat a émis en 1787 un jugement accordant à Myōhō–ji le droit de revendiquer être le lieu où Nichiren avait son ermitage. Il semble qu'Ankokuron-ji n'a pas participé au procès parce que la position officielle du gouvernement était que Nichiren y avait d'abord sa cabane quand il est arrivé à Kamakura, mais qu'il en a construit une autre près de Myoho-ji après son retour d'exil d'Izu en 1263.
D'après les statistiques du temple, Nichiren s'est tout d'abord installé ici en 1253, puis a voyagé vers Minobu en 1272. Chaque année en août, une cérémonie appelée Yakuyoke Shōga (厄除け生姜) se déroule dans le temple pour commémorer la « persécution de Matsubagayatsu », une période dans laquelle Nichiren a dû fuir ses persécuteurs et se cacher dans une forêt située près de Nagoe, vers Zushi, et a été nourri de gingembre par un singe blanc.

## Histoire
Le site était originellement occupé par un temple nommé Honkuku-ji (本国寺), plus tard été transféré à Kyoto.

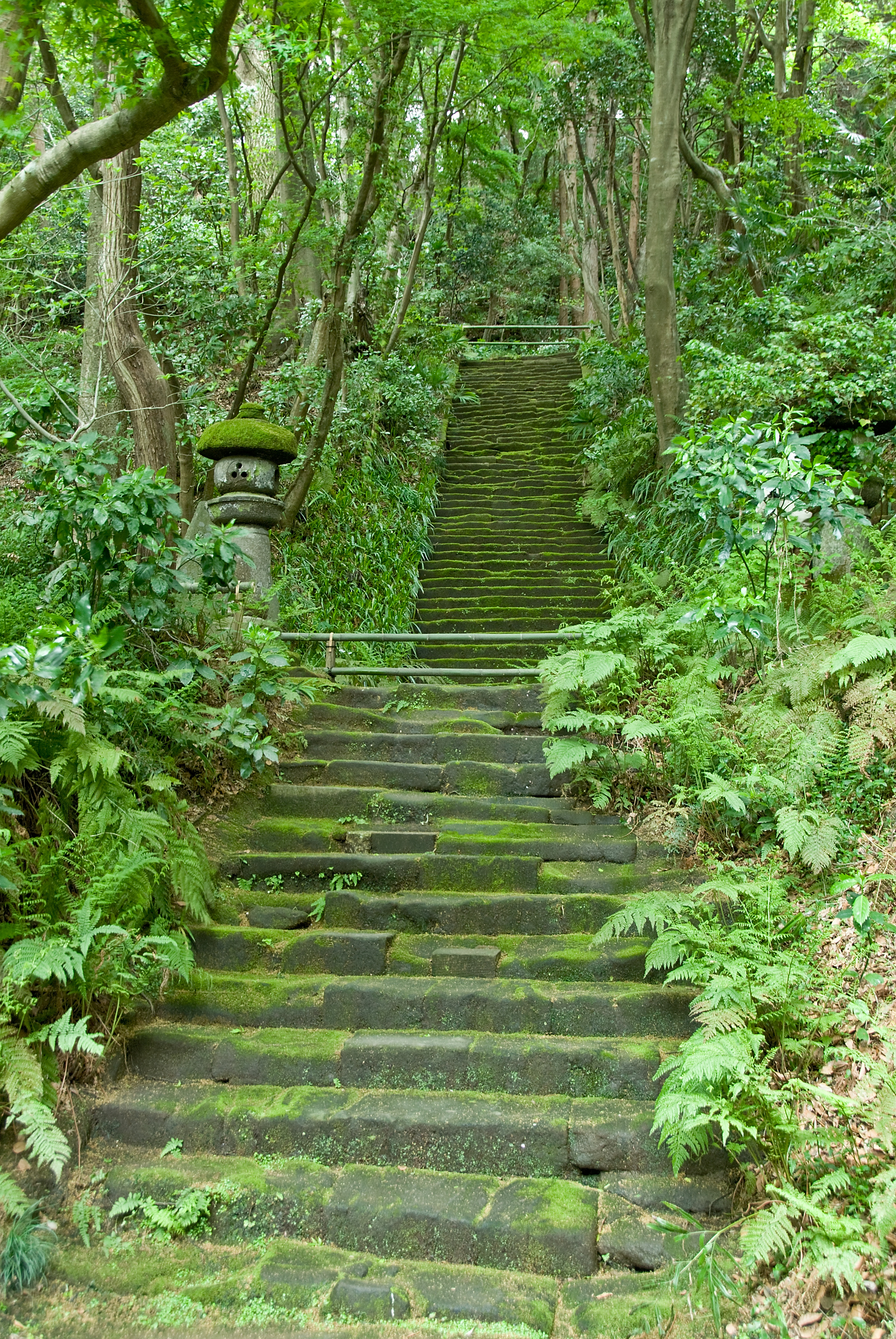
Myōhō-ji's mossy stairs

Le site était à l'origine occupé par un temple appelé Honkuku-ji (本国寺), plus tard transféré à Kyoto. Ses premiers abbés principaux étaient des hommes issus de familles importantes et l'un d'eux était Nichiro, mieux connu comme Nichiei, le nom qu'il a pris quand il est devenu un prêtre, et qui était un oncle d'Ashikaga Takauji et le cinquième abbé en chef du temple. Nichiei était un fils naturel du prince Morinaga et pour cette raison il a reconstruit le temple en 1357 et l'a dédié à son père. Nichiei est né d'une femme appelée Minami no Ōnkata qui a assisté le prince alors qu'il était prisonnier des Ashikaga dans la grotte maintenant au Kamakura-gū. Lui et sa mère sont enterrés dans le temple tandis que la tombe du prince Morinaga se trouve dans un nikaidō (en) non loin de là. Nichiei a installé deux cénotaphes à la mémoire de ses parents sur la colline située derrière le hall principal. Au cours de l'époque d'Edo le temple était protégé et entretenu par les Tokugawa et leurs vassaux. Le temple est censé avoir été confiée à Nichiei par Nichiren lui-même.

## Principales caractéristiques

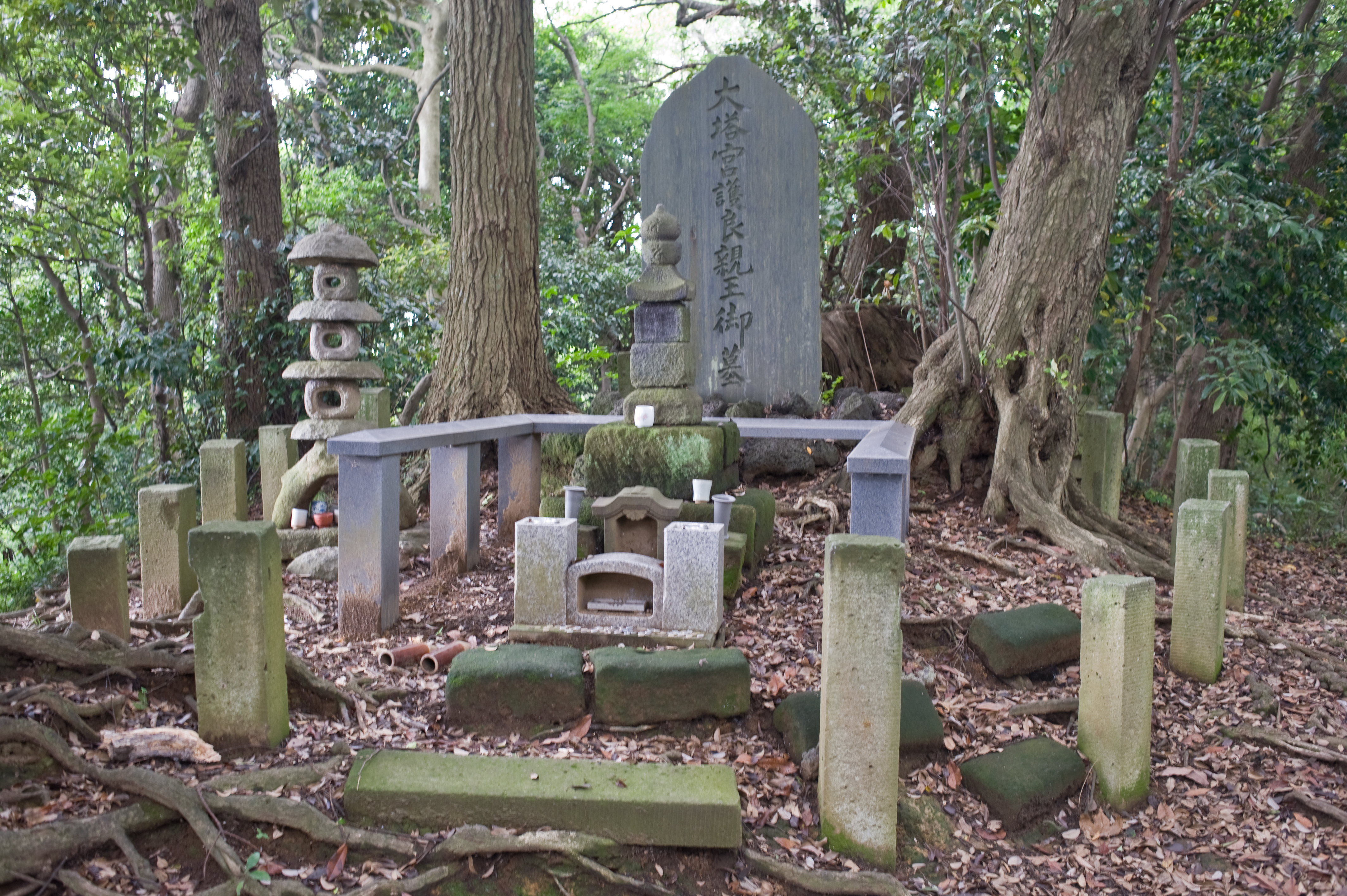
Cénotaphe du Prince Morinaga

La salle principale près de l'entrée contient, entre autres choses, un petit fragment d'os qui passe pour être une relique de Nichiren et une effigie du prince Morinaga. Comme tous les autres bâtiments du complexe, elle est toujours fermée au public.
Le bâtiment à gauche de la salle principale s'appelle le Daigakuden et abrite des statues de Shaka Nyorai, Katō Kiyomasa et Inari Myōjin, le kami des moissons,.  
La porte niō derrière conduit à un escalier moussu de 50 marches qui, aujourd'hui, est le principal titre de[Quoi ?]  du temple et qui a gagné le surnom mentionné ci-dessus de Kokedera. Au bas de l'escalier se trouvent deux grottes dont l'une accueille une statue de Nichiren tandis que l'autre est un mausolée pour la plupart des prêtres qui ont vécu ici. Au-dessus de l'escalier moussu se trouve un troisième bâtiment appelé Hokkedō ou Salle des Écritures. 
Au-dessus du Hokkedō se tient un monument érigé par le temple à l'endroit où aurait Nichiren eu sa cabane. Comme déjà mentionné, le point exact où se tenait vraiment la cabane a fait l'objet de beaucoup de controverse depuis quelques siècles. Sa plaque (en japonais) est ainsi libellée :

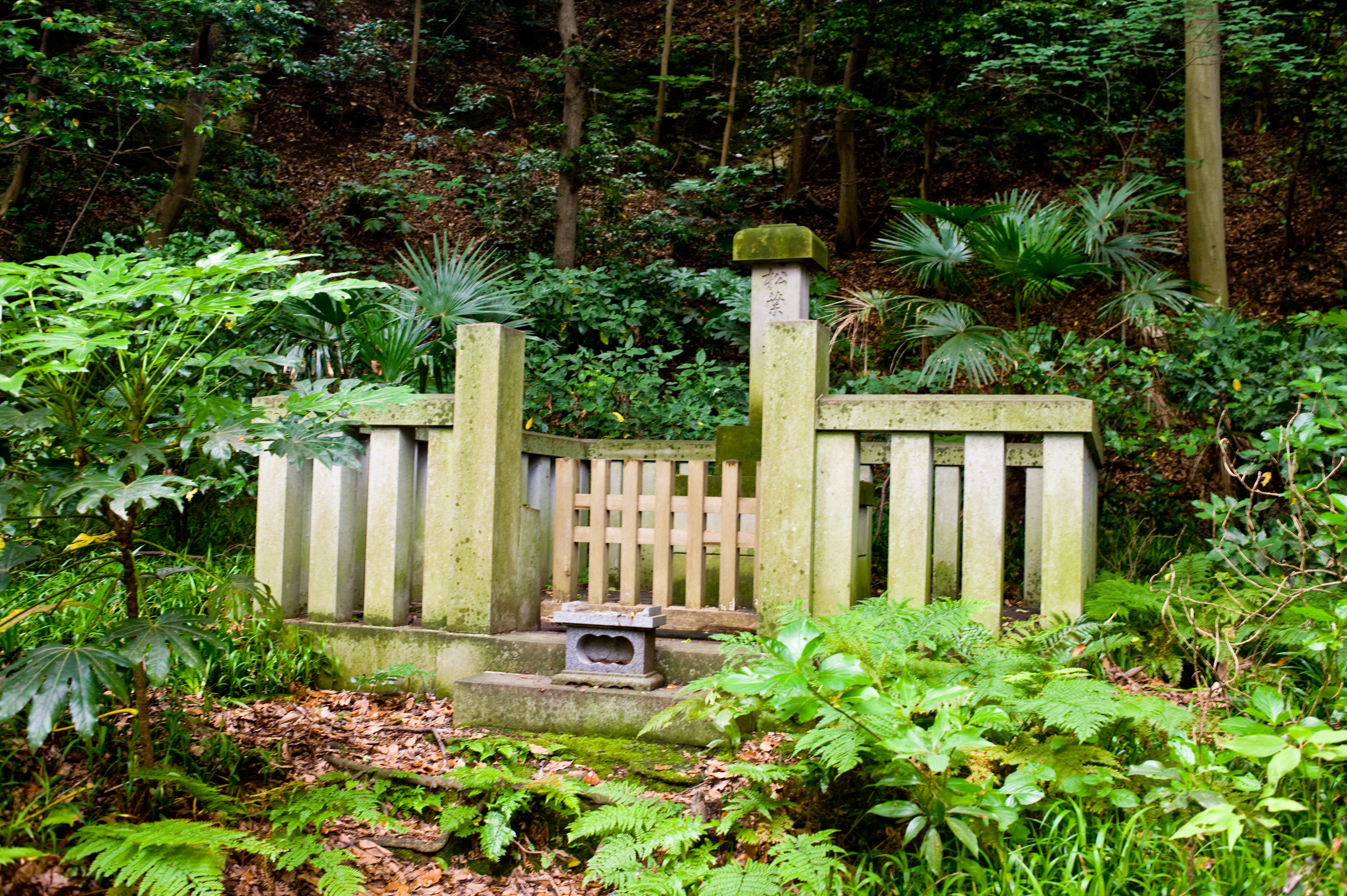
Le monument à l'endroit où se tenait prétendument la cabane de Nichiren.

En 1253, Nichiren fonde le bouddhisme de Nichiren au Seichō-ji (清澄寺), dans la province d'Awa et, à l'été de la même année, se rend au Nagoe de Kamakura, construit sa hutte, scande le daimoku et rédige son Risshō Ankokuron. C'est de là qu'il propage sa nouvelle religion jusqu'en 1271.
Plus loin se trouve la cloche du temple et les cénotaphes du prince Morinaga et de son épouse. La plaque à côté du cénotaphe du prince Morinaga (en japonais) se lit comme suit :
« Morinaga Shinnō, fils de l'Empereur Go-Daigo
Père de Nichiei, cinquième abbé de ce temple »
Il lutte activement pour la mise en place de la restauration de Kenmu et est nommé Seii Taishogun par son père mais est emprisonné dans une grotte d'un nikaidō (en) de Kamakura. Le 12 août 1335 (deuxième année de l'ère Kenmu, 23e jour du septième mois) sa vie tourmentée prend violemment fin. Il a 28 ans. Les tombes de Minami no Ōnkata, la femme de Nichiei, et celle de Nichiei de lui-même se trouvent également dans ce temple.

## Source de la traduction
- (en) Cet article est partiellement ou en totalité issu de l’article de Wikipédia en anglais intitulé « Myōhō–ji » (voir la liste des auteurs).